# Ripky (obwód sumski)
Ripky (ukr. Ріпки) – wieś na Ukrainie, w obwodzie sumskim, w rejonie romeńskim. W 2001 roku liczyła 496 mieszkańców.